# Gyula Németh
Dans le nom hongrois  Németh Gyula, le nom de famille précède le prénom, mais cet article utilise l’ordre habituel en français Gyula  Németh, où le prénom précède le nom.
Pour les articles homonymes, voir Németh.
Gyula Németh est un linguiste et turcologue hongrois, membre de l'Académie hongroise des sciences.

## Biographie
Nemeth est diplômé du collège Eötvös de Budapest en 1909. À partir de 1913, certains de ses travaux sur la langue turque ont été publiés en allemand à Berlin et à Leipzig. De 1920 à 1943, il a travaillé aux archives Kõrösi Csoma. À partir de 1951, il a collaboré à la revue Acta Linguistica de Budapest.
Nemeth était membre de l'Académie hongroise des sciences, membre correspondant de l'Académie allemande des sciences de Berlin depuis 1955 et membre étranger à partir de 1969, ainsi que membre correspondant de l'Académie des sciences de Saxe depuis 1958.

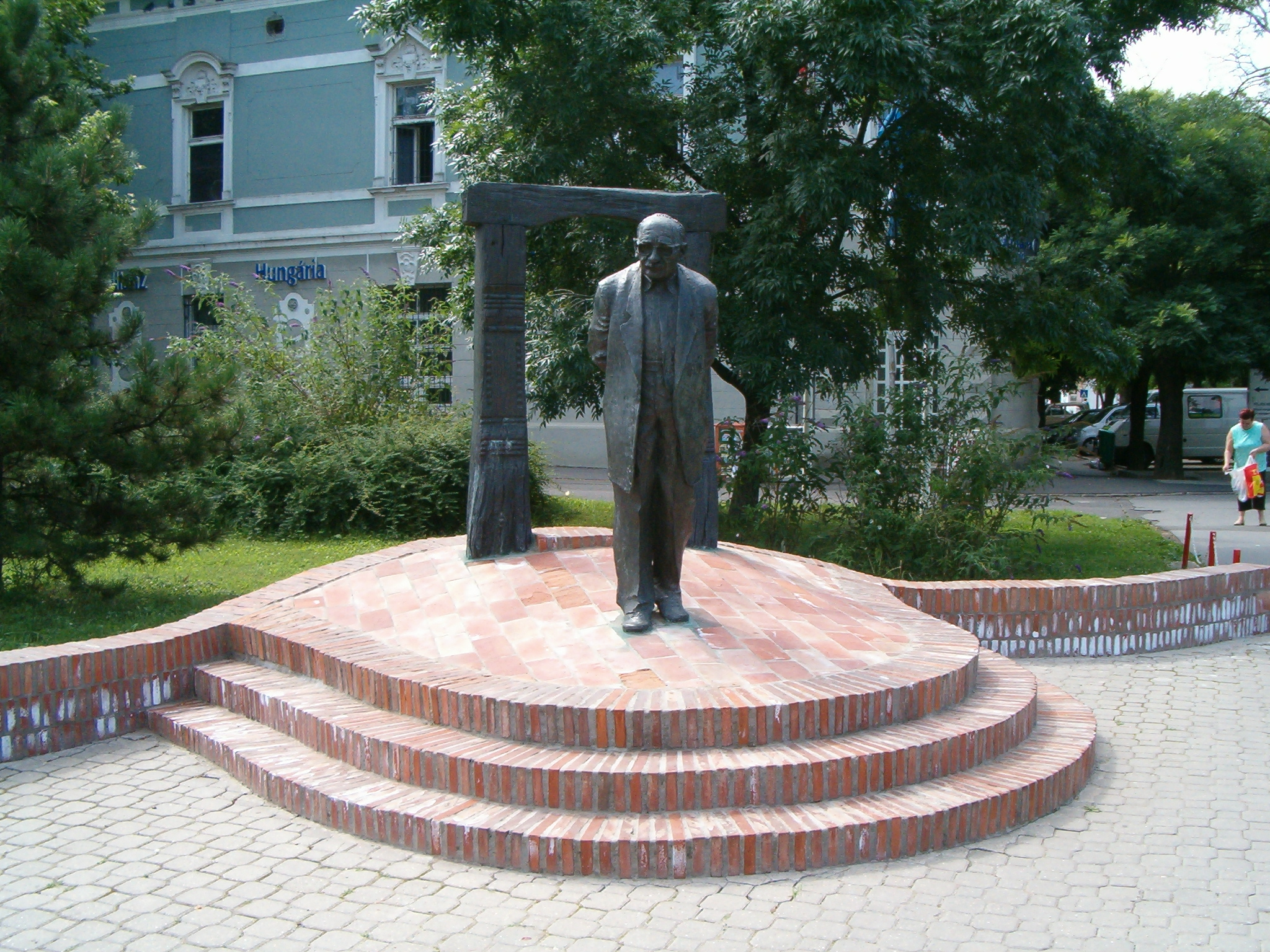
Statue de Györfi Sándor à Karcag.